# Landen (Bélgica)
Landen es un municipio belga perteneciente a la provincia de Brabante Flamenco, en el arrondissement de Lovaina.
A 1 de enero de 2018 tiene 15 961 habitantes.
Además de la localidad de Landen, el municipio incluye los deelgemeentes de Attenhoven, Eliksem, Ezemaal, Laar, Neerlanden, Neerwinden, Overwinden, Rumsdorp, Wange, Waasmont, Walsbets, Walshoutem y Wezeren.
Se ubica al norte de la autovía E40, a medio camino entre Lovaina y Lieja, en el cruce con la carretera N80, a medio camino entre Hasselt y Namur.

## Demografía

### Evolución
Todos los datos históricos relativos al actual municipio, el siguiente gráfico refleja su evolución demográfica, incluyendo municipios después de efectuada la fusión el 1 de enero de 1977.
| Gráfica de evolución demográfica de Landen entre 1846 y 2020 |
|                                                              |